# Homalometopus
Homalometopus is een vliegengeslacht uit de familie van de oevervliegen (Ephydridae).

## Soorten
- H. albiditinctus Becker, 1903
- H. corfuensis Mathis, 1984
- H. ibericus Mathis, 1984
- H. ichnusae Munari, 1988
- H. lukinatcha Mathis, 1984
- H. platycephalus (Becker, 1907)